# Allobates mandelorum
Allobates mandelorum (Schmidt, 1932) è un anfibio anuro appartenente alla famiglia degli Aromobatidi.

## Etimologia
L'epiteto specifico è stato dato in onore di Leon Mandel II et de Fred. L. Mandel Jr..

## Distribuzione e habitat
È endemica del Cerro Turimiquire tra gli Stati di Sucre e Monagas in Venezuela. Si trova tra il 1900 e 2630 m di altitudine.